# Otis Williams
Otis Williams, född Otis Miles Jr. den 30 oktober 1941 i Texarkana, Texas, är en amerikansk baritonsångare och medlem av den inflytelserika R&B-gruppen The Temptations. Han är den medlem som varit längst aktiv i gruppens historia. 

## Biografi

### Privatliv
Williams föddes som son till Hazel Louise Williams och Otis Miles Sr. Vid tio års ålder flyttade han med sin mor till Detroit, Michigan, där han började använda moderns efternamn. 
Han gick på Northwestern High School i Detroit från 1955, där han blev skolkamrat med de framtida Temptations-medlemmarna Melvin Franklin och Richard Street. 
Williams gifte sig med Josephine Rogers 1961, och samma år föddes parets son, Otis Lamont Williams.

### Karriär
Under tonåren engagerade sig Williams i musiken och bildade flera sånggrupper, bland annat Otis Williams and the Siberians, The El Domingoes och The Distants. I The Distants sjöng han bariton tillsammans med Franklin och Al Bryant, och var medförfattare till gruppens mindre hitlåt ”Come On”. 
Williams karriär tog en ny vändning när The Distants väckte intresse hos Berry Gordy, grundare av Motown. År 1961 såg Williams R&B-gruppen The Primes – med Paul Williams och Eddie Kendricks – uppträda live. Han föreslog ett samarbete, och tillsammans med Franklin och Bryant bildade de en ny grupp, först kallad The Elgins, som snart bytte namn till The Temptations. Gruppen provsjöng för Gordy och fick skivkontrakt hos Motown. De började uppträda på lokala klubbar i Detroit och agerade även bakgrundssångare åt andra Motown-artister. 
Gruppens första kommersiella framgång kom 1962 med låten ”Dream Come True”. Året därpå ersattes Bryant av tenoren David Ruffin. Under årens lopp genomgick gruppen flera medlemsbyten; sammanlagt har Williams arbetat med 18 olika medlemmar. 
Efter Melvin Franklins död 1995 blev Williams den längst verksamma medlemmen i gruppen. Trots att han aldrig haft rollen som förstasolist har Williams medverkat på samtliga av gruppens album, däribland:
- Meet the Temptations (1964)
- The Temptin’ Temptations (1965)
- Cloud Nine (1969)
- Psychedelic Shack (1970)
- Temptations Do the Temptations (1976)
- Bare Back (1978)
- Back to Basics (1983)
- Together Again (1987)
- Phoenix Rising (1998)

Under 1970-talet uppstod kreativa motsättningar mellan gruppen och Motown. År 1976 skrev The Temptations kontrakt med Atlantic Records, men återvände till Motown 1979. 